# Conti di Castellania
I Conti di Castellania furono delle scritture contabili amministrative proprie degli antichi stati di Savoia.

## Introduzione
Il termine castellania designò a partire dall'XI secolo un territorio che si era formato attorno ad un castello. Era amministrato da un castellano e aveva funzione amministrativa, militare e finanziaria. La loro istituzione fu strettamente connessa alla Camera computorum, organo di governo nato all’inizio del XIII secolo. I castellani avevano l’obbligo di registrare su taccuini cartacei (in papiro, come definito nelle fonti) tutte le voci economiche di entrata e di uscita in nome e per conto del signore.
Le verifiche dei conti di castellania erano svolte, tendenzialmente una volta all’anno, dagli officiali della camera dei conti che inizialmente si recavano di  castello in castello. Dal 1288  la verifica si svolgeva presso la residenza del principe. Poi l’officio venne trasferito a Chambery, ove i castellani o i loro rappresentanti si recavano per consegnare i registri contabili.
In sede di rendicontazione annuale, innanzi agli officiali del principe incaricati della verifica, la contabilità corretta veniva riscritta su fogli di pergamene cuciti, numerati e arrotolati, dette pecie. Esse avevano un formato predefinito (larghezza di 26-28 centimetri, lunghezza variabile tra 58 e 80 centimetri), tuttavia nel tempo la lunghezza dei rotoli aumentò fino ad arrivare a 60  metri o più. Durante il governo di Ludovico di Savoia (1440-1465) si passò definitivamente dai rotoli di pergamena a registri cartacei, anche questi di dimensione regolamentata (larghezza di 20-21 centimetri, lunghezza di 30 centimetri).
Questo passaggio avvenne in concomitanza con un cambiamento importante della gestione delle castellanie: l’incarico di castellano, infatti, iniziò ad essere pluriennale. In seguito si diffuse la pratica degli appalti delle stesse castellanie, e ciò comportò un impoverimento delle informazioni scritte, poiché non vi era più la necessità di registrare dettagliatamente tutte le voci di reddito e di spesa, se non per alcuni settori che il governo continuò a gestire direttamente, nonché per eventuali introiti straordinari.
Presso la Camera dei conti di Chambery, capitale degli antichi Stati di Savoia, e ad Annecy, furono per lungo tempo conservati tutti i documenti contabili sia dell'amministrazione centrale che di quella, periferica, dei castellani del principe. Dal XVI secolo furono trasferiti a Torino. Nel 1762 la Camera dei Conti di Digione ottenne la restituzione degli archivi di castellania dei territori savoiardi annessi alla Francia sotto il regno di Enrico IV di Borbone (1553-1610): la Bresse, la Bugey, la Valromey. In seguito al trattato di pace franco-italiano del 1947, la Francia ottenne la restituzione dei conti di castellania della Savoia, di Chablais, di Faucigny, del Ginevrino, della Maurienne, della Tarentaise, così come degli antichi conti di Ginevra prima della sua annessione alla Savoia.
Attualmente il ricco patrimonio dei rotoli dei conti di castellania, peculiarità degli antichi stati sabaudi, è conservato in parte nel Archivio di Stato di Torino, in parte negli archivi Dipartimentali di Savoia (Chambery), Alta Savoia (Annecy) e della Cote-d’Or.

## La struttura dei conti di castellania
Il conto di castellania si divideva in quattro grandi voci economiche che si ripetevano costantemente con il seguente ordine: recepte (entrate) in natura, recepte in danaro, expense, chiusura del conto e il calcolo dell’arreragium (arretrati).
Le recepte in natura, che rappresentavano la parte originaria e stabile dei conti di castellania, erano ulteriormente classificate per tipo: cereali, legumi, vino, frutta, fieno, cera, animali di cortile, bestiame, prodotti alimentari, pesci. Il castellano vendeva i beni delle recepte in natura, registrando le venditiones (controvalore in danaro) in una speciale rubrica.
Le recepte in danaro erano di tre tipi: le entrate ordinarie fisse (classificate in denarii censuales, ossia tributi dovuti dagli affittuari per la terra da coltivare, e tallia, ossia i tributi pagati dai servi); le entrate variabili (che corrispondevano a diverse voci tra cui le sanzioni pecuniarie, i diritti pagati per la circolazione dei beni immobiliari) e le entrate straordinarie (recepte forinsece) giustificate da spese eccezionali decise dal castellano.
Le expense  non erano circostanziate come le recepte. Erano  distinte in: expense (spese propriamente dette) e in librate (pagamenti).
Le expense comprendevano le spese ordinarie del castellano, esse non richiedevano alcuna giustificazione ed erano spesso riassunte in una singola voce detta summa expensarum totalis; le librate erano pagamenti decisi dal castellano (de mandato domini) o dall’alta amministrazione finanziaria. Comprendevano le spese di gestione ed approvvigionamento del castello, le spese di guerra e i rimborsi dei prestiti. Le librate rispetto alle expense erano somme più ingenti.